# Liga del Fútbol Profesional Boliviano 1989
La Liga del Fútbol Profesional Boliviano 1989 è stata la 13ª edizione della massima serie calcistica della Bolivia, ed è stata vinta dal The Strongest.

## Formula
Nella prima fase il campionato si disputa con il girone unico; nella seconda fase, le squadre vengono divise in due gruppi, dapprima da 6 partecipanti e in seguito da 4, con le prime due di ogni gruppo che si qualificano alle semifinali. Ciascuna fase nomina un campione che prende parte alla finalissima che determina il vincitore del titolo nazionale. Il San José e il Wilstermann non prendono parte al primo torneo.

## Primo torneo
| Pos. | Squadra           | Pt | G  | V  | N | P  | GF | GS | DR  |
| ---- | ----------------- | -- | -- | -- | - | -- | -- | -- | --- |
| 1.   | The Strongest     | 24 | 18 | 10 | 4 | 4  | 45 | 15 | +30 |
| 2.   | Blooming          | 23 | 18 | 10 | 3 | 5  | 33 | 22 | +11 |
| 3.   | Bolívar           | 22 | 18 | 10 | 2 | 6  | 34 | 19 | +15 |
| 3.   | Destroyers        | 22 | 18 | 9  | 4 | 5  | 39 | 26 | +13 |
| 5.   | Oriente Petrolero | 17 | 18 | 7  | 3 | 8  | 32 | 27 | +5  |
| 5.   | Real Santa Cruz   | 17 | 18 | 6  | 5 | 7  | 19 | 33 | -14 |
| 7.   | Ciclón            | 16 | 18 | 7  | 2 | 9  | 21 | 28 | -7  |
| 7.   | Always Ready      | 16 | 18 | 4  | 8 | 6  | 16 | 28 | -12 |
| 9.   | Deportivo Lítoral | 13 | 18 | 4  | 5 | 9  | 14 | 24 | -10 |
| 10.  | Univ. Sucre       | 10 | 18 | 3  | 4 | 11 | 11 | 42 | -31 |

## Secondo torneo

### Prima fase

#### Serie A
| Pos. | Squadra           | Pt | G  | V | N | P | GF | GS | DR  |
| ---- | ----------------- | -- | -- | - | - | - | -- | -- | --- |
| 1.   | Real Santa Cruz   | 17 | 12 | 7 | 3 | 2 | 17 | 13 | +4  |
| 2.   | Oriente Petrolero | 16 | 12 | 7 | 2 | 3 | 25 | 14 | +11 |
| 3.   | Bolívar           | 14 | 12 | 5 | 4 | 3 | 23 | 13 | +10 |
| 4.   | Deportivo Lítoral | 12 | 12 | 4 | 4 | 4 | 19 | 20 | -1  |
| 5.   | San José          | 11 | 12 | 3 | 5 | 4 | 9  | 15 | -6  |
| 6.   | Univ. Sucre       | 9  | 12 | 2 | 5 | 5 | 7  | 14 | -7  |

#### Serie B
| Pos. | Squadra       | Pt | G  | V | N | P | GF | GS | DR  |
| ---- | ------------- | -- | -- | - | - | - | -- | -- | --- |
| 1.   | The Strongest | 19 | 12 | 8 | 3 | 1 | 22 | 6  | +16 |
| 2.   | Blooming      | 13 | 12 | 4 | 5 | 3 | 11 | 15 | -4  |
| 3.   | Wilstermann   | 12 | 12 | 5 | 2 | 5 | 13 | 10 | +3  |
| 4.   | Destroyers    | 9  | 12 | 3 | 3 | 6 | 13 | 16 | -3  |
| 5.   | Ciclón        | 6  | 12 | 1 | 4 | 7 | 10 | 18 | -8  |
| 5.   | Always Ready  | 6  | 12 | 1 | 4 | 7 | 9  | 24 | -15 |

### Seconda fase

#### Serie A
| Pos. | Squadra         | Pt | G | V | N | P | GF | GS | DR |
| ---- | --------------- | -- | - | - | - | - | -- | -- | -- |
| 1.   | Blooming        | 8  | 6 | 2 | 4 | 0 | 9  | 7  | +2 |
| 2.   | Bolívar         | 6  | 6 | 2 | 2 | 2 | 13 | 6  | +7 |
| 2.   | Destroyers      | 6  | 6 | 1 | 4 | 1 | 6  | 6  | 0  |
| 4.   | Real Santa Cruz | 4  | 6 | 1 | 2 | 3 | 7  | 16 | -9 |

#### Serie B
| Pos. | Squadra           | Pt | G | V | N | P | GF | GS | DR |
| ---- | ----------------- | -- | - | - | - | - | -- | -- | -- |
| 1.   | The Strongest     | 7  | 6 | 3 | 1 | 2 | 9  | 5  | +4 |
| 2.   | Oriente Petrolero | 6  | 6 | 3 | 0 | 3 | 11 | 8  | -4 |
| 2.   | Wilstermann       | 6  | 6 | 2 | 2 | 2 | 6  | 7  | -1 |
| 4.   | Deportivo Lítoral | 5  | 6 | 2 | 1 | 3 | 4  | 10 | -6 |

### Semifinali

#### Andata
| Arbitro: | Peña |

|           |           |           |
| Véliz 85’ | Marcatori | 10’ Soria |

| Arbitro: | Ortubé |

|  |           |                 |
|  | Marcatori | 87’ Célio Alves |

#### Ritorno
| Arbitro: | Barrancos |

|            |           |             |
| Hirano 55’ | Marcatori | 5’ Martínez |

| Arbitro: | Aliaga |

|                 |           |                                  |
| Molina 39’, 81’ | Marcatori | 44’ (rig.) Baldessari 86’ Méndez |

### Finale

#### Andata
| Arbitro: | Ortubé |

|                     |           |  |
| Carlos da Silva 60’ | Marcatori |  |

#### Ritorno
| Arbitro: | Antequera |

|          |           |  |
| Vaca 87’ | Marcatori |  |

#### Spareggio
| Arbitro: | Aliaga |

|  |           |                     |
|  | Marcatori | 56’ Carlos da Silva |

## Finale del campionato
| Arbitro: | Peña |

|               |           |  |
| Quinteros 75’ | Marcatori |  |

## Verdetti
- The Strongest campione nazionale
- The Strongest e Oriente Petrolero in Coppa Libertadores 1990
- Universitario retrocesso

## Classifica marcatori
| Gol |  |  | Giocatore              | Squadra           |
| --- |  |  | ---------------------- | ----------------- |
| 22  |  |  | Víctor Antelo          | Real Santa Cruz   |
| 21  |  |  | Carlos da Silva        | Oriente Petrolero |
| 18  |  |  | Luis Ramallo           | Destroyers        |
| 16  |  |  | Julián Giménez         | The Strongest     |
| 15  |  |  | Modesto Molina         | Oriente Petrolero |
| 15  |  |  | Luis Fernando Salinas  | Bolívar           |
| 13  |  |  | Erwin Sánchez          | Bolívar           |
| 12  |  |  | Carlos Alberto Galarza | Always Ready      |
| 12  |  |  | Jorge Hirano           | Bolívar           |
| 12  |  |  | Álvaro Peña            | Blooming          |
| 10  |  |  | Marco Etcheverry       | Destroyers        |
| 10  |  |  | Sergio Oscar Luna      | The Strongest     |